# Kliedbruch
Kliedbruch – dzielnica miasta Krefeld w Niemczech, w kraju związkowym Nadrenia Północna-Westfalia, w rejencji Düsseldorf. Wraz z dzielnicą Inrath tworzą dzielnicę Inrath/Kliedbruch.

## Historia
W 1879 roku w porcie w Duisburgu licytowano duży drewniany statek, które niegdyś należał do słynnego pływającego cyrku na Renie. Nabył go architekt Jakob Kühnen z Uerdingen, odholował do lokalnego portu i około 1880 roku wykorzystał go do budowy folwarku w pobliskim Kliedbruch. Obiekt był powszechnie znany jako „Cyrk Kühnen” (niem. Kühnen Zirkus). Został zniszczony podczas nalotu bombowego w czerwcu 1943 roku, a właściciele zginęli. Wraz z nim zniknęły ostatnie pozostałości pływającego cyrku nad Renem, który tam zbudowano.

## Populacja

### Demografia
Według spisu ludności z 2023 roku w dzielnicy Kliedbruch mieszkało 5840 mieszkańców, z czego 2846 to mężczyźni, a 2994 to kobiety. 5272 mieszkańców dzielnicy ma pochodzenie niemieckie, a 568 pochodzenie zagraniczne.